# انجه‌قو
انجه‌قو (به لاتین: Ancəqəv یا Əncəqov) یک منطقه مسکونی در جمهوری آذربایجان است که در شهرستان لریک واقع شده‌است.